# السوسيونيك

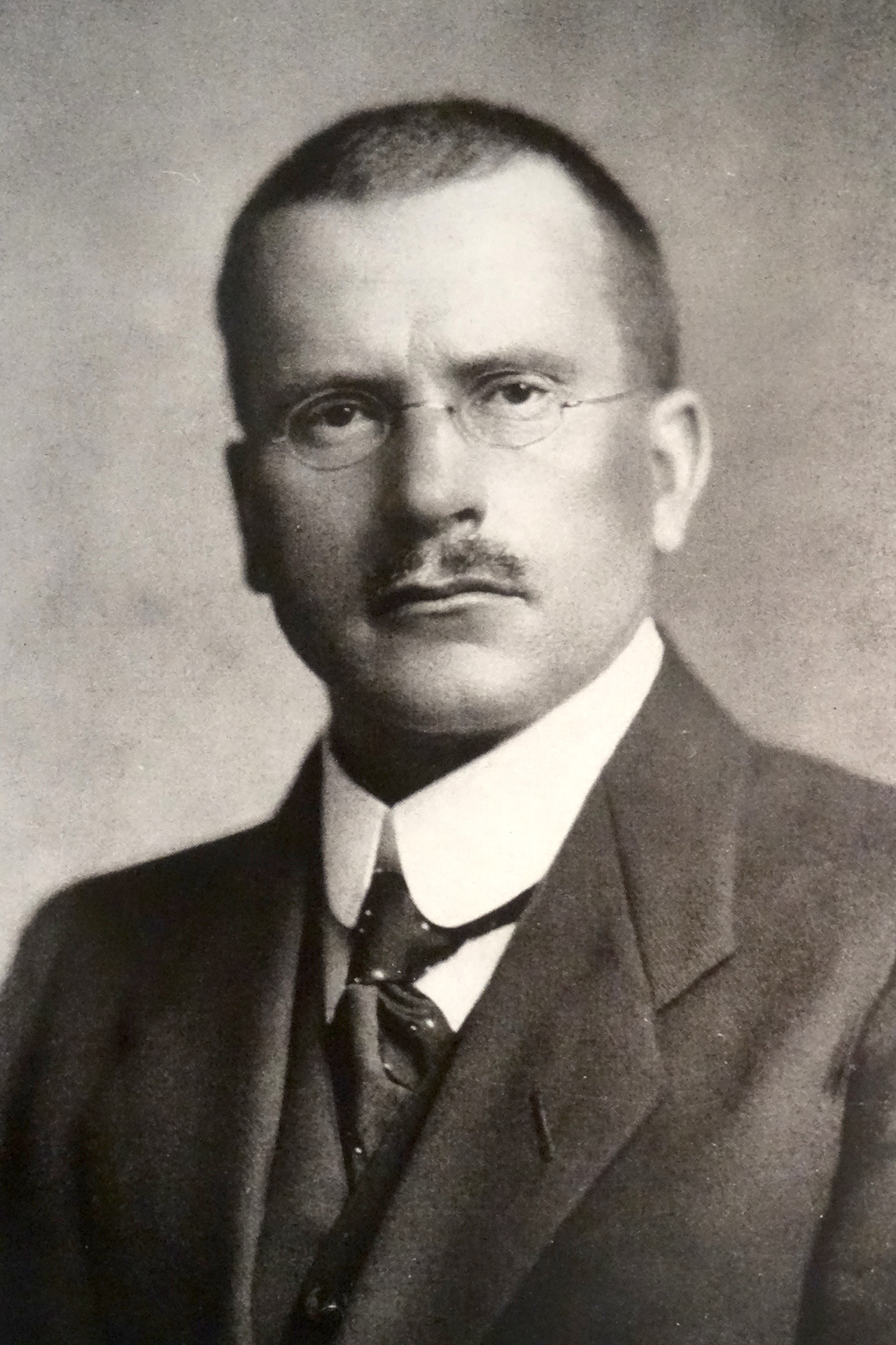

السوسيونيك Socionics نظرية مقدّمة من عالم النفس والاجتماع الليتواني Aušra Augustinavičiūtė. في السبعينات. جمع فيها بين نظري كارل غوستاف يونغ. في الانواع النفسية مع نظرية انتوني كيبينسكي
في معالجة المعلومات وساهم بعدها بعض الاشتراكيين في تطويرها. 
تصنف كعلم نفس حركي أو علم اجتماع، تقسم الناس الي أنواع اجتماعية (16 نمط)حسب تفضيلاتهم في جمع المعلومات والحكم عليها وتأثير تلك التفضيلات علي السلوك والعلاقات والدور الاجتماعي والمهن المحتملة.
ولاكنها تركز بشكل خاص علي العلاقات عامة والتوافق النفسي بين الانواع والصعوبات المحتملة في العلاقات ووصفها بشكل أفضل وكيفية تطورها والتنبؤ بها.
حسب هذه النظرية، كل نوع شخصية هو نتيجة لترتيب هرمي بين 8 وظائف لنفس الإنسان (ما يسمى بنموذج أ). هذا النموذج يحاول أن يشرح العلاقات بين النّاس المنتمية لأنواع مختلفة.[بحاجة لمصدر]
السوسيونيك ليست نظرية تامة، إنها تفتقر للاختبارات الشاملة في مقالة السوسيونيك. بالرغم من ذلك، فإن السوسيونيك تُستخدم بشكل كبير كفرع من المعالجة النّفسية في بلاد الاتحاد السوفيتي السابق.[بحاجة لمصدر]

## روابط خارجية
- [www.socioniko.net]